# The Unexplained Files
The Unexplained Files este un serial TV american din anii 2010 transmis de canalul Science. Este un documentar care investighează fenomene paranormal și inexplicabile.

## Primire
Criticul de la New York Times Neil Genzlinger a criticat serialul afirmând ca prezintă subiecte care au "fost mult timp suprasolicitate și că examinează [fenomene] inexplicabile care se concentrează asupra acelorași mistere ezoterice vechi, mai degrabă decât asupra cele practice, aflate chiar sub nasul nostru."

## Lista episoadelor

### Sezonul 1 (2013 - 2014)
| Episodul | Titlu                                           | Premiera TV        |
| -------- | ----------------------------------------------- | ------------------ |
| 1        | „Valentich & Texas Blue Dogs”                   | 28 august 2013     |
| 2        | „Freaky Fires & Ghost Yacht”                    | 4 septembrie 2013  |
| 3        | „Livestock Mutilation & Curse of the Ice Mummy” | 11 septembrie 2013 |
| 4        | „UFO, Mothman & Morgellon's Disease”            | 18 septembrie 2013 |
| 5        | „Alien Rain, Beach Boom & Voynich Manuscript”   | 25 septembrie 2013 |
| 6        | „Human Combustion & Carlos de los Santos”       | 2 octombrie 2013   |
| 7        | „The Yeti”                                      | 1 iunie 2014       |

### Sezonul 2 (2014)
| Episoade | Titlu                                                      | Premiera TV        |
| -------- | ---------------------------------------------------------- | ------------------ |
| 1        | „The Real Exorcist and Elk Extinction”                     | 29 iulie 2014      |
| 2        | „Peruvian Alien Skull and Baltic Sea UFO”                  | 5 august 2014      |
| 3        | „Paranormal Highway of America”                            | 12 august 2014     |
| 4        | „Curse of Flannan Lighthouse and Aleshenka: Russian Mummy” | 19 august 2014     |
| 5        | „Death From the Sky and Mexican Chupacabra”                | 26 august 2014     |
| 6        | „Siberian Lake Serpent and Mystery of the Bosnian Pyramid” | 2 septembrie 2014  |
| 7        | „Are Aliens Attacking Our Nuclear Arsenal”                 | 9 septembrie 2014  |
| 8        | „Lost Giants of Georgia and Bridge of Death”               | 16 septembrie 2014 |
| 9        | „Mysteries at 30,000 Feet”                                 | 23 septembrie 2014 |
| 10       | „Voodoo Zombies & Life After Death”                        | 30 septembrie 2014 |
| 11       | „Shadow People The Sun Miracle”                            | 26 octombrie 2014  |
| 12       | „Aliens Monsters and Demons The New Evidence”              | 2 noiembrie 2014   |